# Milly Shapiro
Milly Shapiro, de son vrai nom Amelia Shapiro, est une actrice et chanteuse américaine, née le 16 juillet 2002 à Tampa (Floride).
Elle est principalement connue pour avoir interprété le rôle de Charlie dans le film d’horreur Hérédité, sorti en 2018.

## Biographie

### Enfance
Amelia « Milly » Shapiro naît à Tampa en Floride le 16 juillet 2002. Elle est la sœur cadette d’Abigail Shapiro, également actrice et chanteuse. Elles jouent ensemble sur scène en tant que « Sœurs Shapiro ». Elle vient d'une famille juive.
Comme son ami acteur Gaten Matarazzo, Milly Shapiro est née avec une dysplasie cléidocrânienne, une maladie qui change la position de la mâchoire et qui peut déformer rapidement le visage,.

### Vie privée
Milly Shapiro est ouvertement lesbienne.

## Récompenses
Milly remporte un Tony d’honneur en 2013 avec Sophia Gennusa, Bailey Ryon et Oona Laurence pour leurs débuts à Broadway dans Matilda the Musical. Elles sont les plus jeunes lauréates du prix. Pour le spectacle musical Matilda, elle est nommée, en 2014, à la 56e cérémonie des Grammy Awards, pour le meilleur album de comédie musicale.

## Filmographie
- 2018 : Hérédité de Ari Aster : Charlie Graham